# Chignon d'or
Chignon d'or è un film muto del 1916 diretto da André Hugon.

## Trama
Mistinguett si deve preparare per interpretare la parte di una prostituta in teatro. Decide così di travestirsi da prostituta e si avventura nei bassifondi di Parigi per calarsi al meglio nel ruolo.